# Тяло Христово (филм)
„Тяло Христово“ (на полски: Boże Ciało; на английски: Corpus Christi) е полски игрален филм от 2019 година на режисьора Ян Комаса, реализиран по сценарий на Матеуш Пацевич. Премиерата му е на 11 октомври 2019 година.
През 2020 година филмът е номиниран за Оскар в категорията „Най-добър международен филм“.

## В ролите
- Бартош Беленя, в ролята на Даниел
- Александра Конечна, в ролята на клисарката
- Елиза Рицембел, в ролята на Елиза
- Томаш Жентек, в ролята на „Пинчера“
- Барбара Кужай, в ролята на вдовицата
- Лешек Лихота, в ролята на кмета
- Зджислав Вардейн, в ролята на енорийния свещеник
- Лукаш Шимлят, в ролята на отец Томаш